# Décès en 1348
Décès
- 1344
- 1345
- 1346
- 1347
- 1348
- 1349
- 1350
- 1351
- 1352

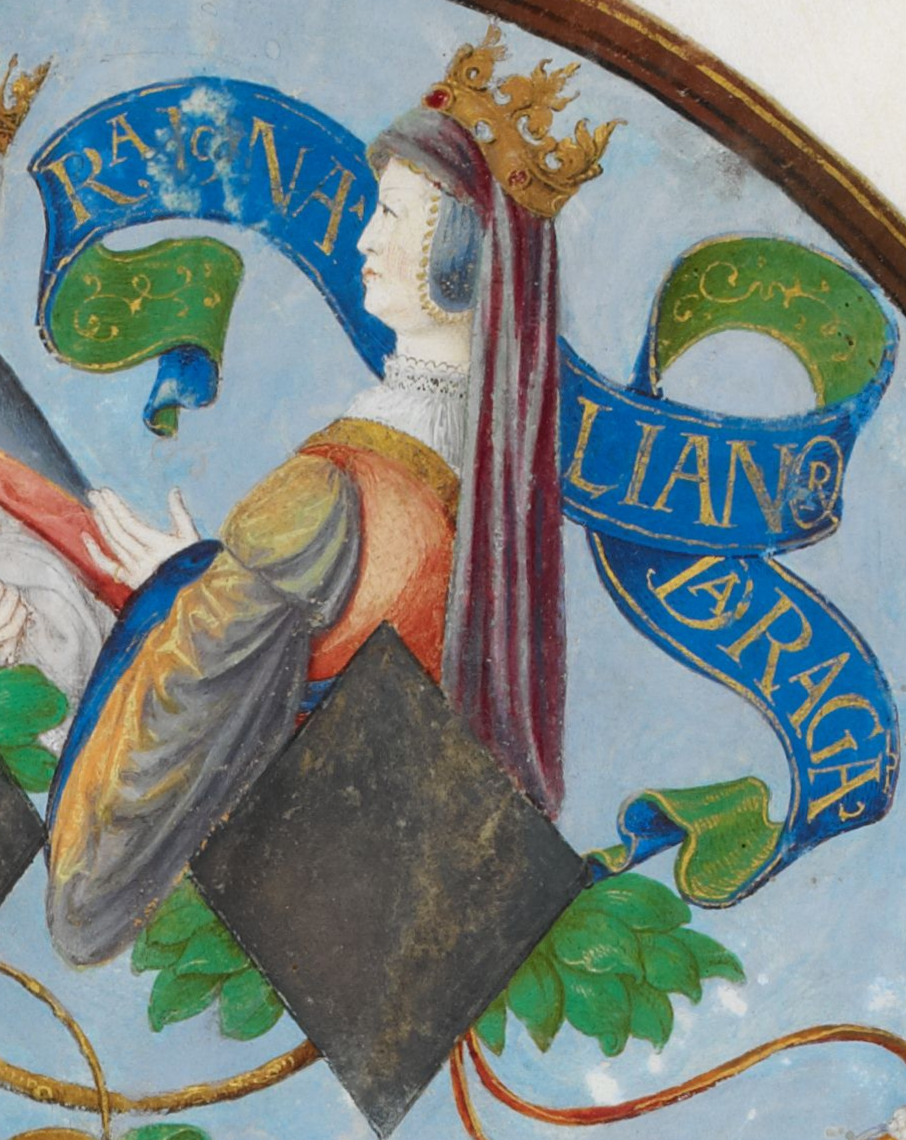
Éléonore de Portugal, morte en 1348.

Cette page dresse une liste de personnalités mortes au cours de l'année 1348 :
- 13 janvier : Élie de Nabinal, cardinal français, franciscain.
- 14 janvier : Sesson Yūbai, prêtre bouddhiste Zen de la secte Rinzai.
- 21 janvier : Henri III de Vaudémont, comte de Vaudémont.
- 23 janvier : Charles de Durazzo, duc de Durazzo.
- 2 février : Simon Fidati, religieux italien, appartenant à l'ordre des ermites de saint Augustin.
- 4 février : 
  - Al-Dhahabi, savant du hadith et historien musulman.
  - Kusunoki Masatsura, partisan de la Cour du Sud durant les guerres de l'époque Nanboku-chō.
- 3 avril : 
  - Jean d'Aragon, également appelé Jean de Randazzo, Jean de Sicile ou Jean d'Athènes, quatrième fils du roi Frédéric II de Sicile, duc d'Athènes et régent de Sicile.
  - Adolphe VI de Berg, comte de Berg.
- 6 avril : Laure de Sade[1].
- 9 avril, à Munich (ou 1349) : Guillaume d'Ockham, apparemment de la peste, alors qu’il cherchait à se réconcilier avec le pape Clément VI, du philosophe et théologien nominaliste, dit le Doctor Invincibilis et le Venerabilis Inceptor.
- 1er mai : Mladen III Šubić de Bribir, membre de la dynastie  Croate des Šubić.
- 26 mai : Imbert du Puy, cardinal français.
- 9 juin : Ambrogio Lorenzetti, peintre de l’école de Sienne.
- 10 juin : Gozzio Battaglia, cardinal italien.
- 13 juin : Don Juan Manuel, 2e seigneur de Villena, de Escalona et de Penafiel, 1er duc et prince de Villena, 1er duc de Penafiel et d'escalona,  seigneur de Cartagena, de Lorca, de Leche, de Cuellar, de Alcocer, de Salmeron, de Valdeolivas et d'Almenara.
- 18 juin : Gentile da Foligno, médecin, un humaniste et un philosophe italien.
- juillet : Ottaviano Belforti, seigneur de Volterra.
- 3 juillet : Giovanni Colonna, cardinal italien.
- 5 juillet : Louis de La Cerda, dit Louis d'Espagne, comte de Clermont et de Talmont puis amiral de France.
- 9 juillet : Domenico Serra, cardinal français.
- 14 juillet : Pedro Gómez Barroso, cardinal espagnol.
- 26 juillet : Geffroi Isnard, évêque de Riez.
- 28 juillet : Blanche de Bourgogne, comtesse de Savoie.
- 1er août : Blanche de Valois, comtesse de la marche de Moravie, reine de Bohême et comtesse de Luxembourg.
- 3 août : 
  - Pierre de Casa, prieur général des Carmes, évêque de Vaison-la-Romaine et patriarche de Jérusalem.
  - Gaucelme de Jean, cardinal français.
- Après le 18 août[2] : Bernardo Daddi, peintre italien.
- 20 août : Bernard III d'Anhalt-Bernbourg, prince d'Anhalt-Bernbourg, comte Ascanien et seigneur de Bernbourg.
- 29 août : Ives Le Prévôt de Bois Boëssel, évêque de Tréguier, de Cornouaille, puis de Saint-Malo, conseiller du duc Jean III de Bretagne.
- 22 septembre : Guy XI de Laval, seigneur de Laval et d'Acquigny, vicomte de Rennes, comte de Caserte dans la Terre de Labour et baron de Vitré.
- 30 octobre : Éléonore de Portugal, infante de Portugal, devenue reine d'Aragon.
- 23 novembre : 
  - Jean de Cardonne, archevêque d'Arles.
  - Princesse Shōshi, kōgō (impératrice consort du Japon).
- 2 décembre : Hanazono, 95e empereur du Japon.
- 25 décembre : Chungmok, 29e roi de Goryeo.

- Hugues Aimery, évêque d'Orange et de Saint-Paul-Trois-Châteaux.
- Jean Ange, aristocrate, général et gouverneur byzantin.
- John Baconthorp, carme anglais, enseignant la théologie aux universités de Paris, d'Oxford et de Cambridge.
- Arnau Bassa, peintre espagnol.
- Ferrer Bassa, peintre et miniaturiste de la Couronne d'Aragon.
- Francesco da Barberino, poète lyrique toscan.
- Giovanni d'Agostino, sculpteur gothique siennois du Trecento.
- Giorgio d'Aquila, appelé parfois Georges de Florence ou Georges Delaigly, peintre italien.
- Andrea da Pontedera, dit Andrea Pisano, sculpteur et architecte italien, à Orvieto.
- Rodolphe IV de Bade, margrave de Bade-Pforzheim et margrave de Bade-Bade.
- Robert VIII Bertrand de Bricquebec, baron de Bricquebec, vicomte de Roncheville, homme d'État, diplomate et militaire puis maréchal de France.
- Isabelle de France, noble française.
- Élie de Nabinal, archevêque de Nicosie, patriarche de Jérusalem et cardinal au titre de Saint-Vital.
- Laure de Sade, muse de Pétrarque et aïeule du Marquis de Sade.
- Jean de Stratford, archevêque de Cantorbéry, trésorier et chancelier d’Angleterre.
- Maso di Banco, peintre italien.
- Matteo Frescobaldi, poète florentin du style dolce stil novo tardif.
- Dânich-mendiya, khan de Djaghataï.
- Binnya E Law, septième souverain du Royaume d'Hanthawaddy, en Basse-Birmanie.
- Pietro Lorenzetti, peintre siennois.
- Federico Petrucci, jurisconsulte et universitaire italien.
- Jean Tissandier, évêque de Lodève, puis évêque de Rieux.
- Bernardo Tolomei, moine italien.
- Bonaventure Tolomei, religieux dominicain.
- Giovanni Villani, chroniqueur florentin. Après avoir voyagé en Italie, en France et en Flandre, il se fixe à Florence où il tient d’importantes fonctions municipales.

date incertaine (vers 1348)
- Stefano Colonna, comte de Romagne.

## Crédit d'auteurs
- Cet article est partiellement ou en totalité issu de l'article intitulé « 1348 » (voir la liste des auteurs).